# Blackpool FC (Zimbabwe)
Blackpool Football Club w skrócie Blackpool FC – zimbabwejski klub piłkarski istniejący w latach 1979–2000, grający niegdyś w zimbabwejskiej pierwszej lidze, mający siedzibę w mieście Harare.

## Sukcesy
- Puchar Zimbabwe[1]:
  - zwycięstwo (1): 1994

## Występy w afrykańskich pucharach
| Sezon | Rozgrywki                 | Runda       | Kraj     | Klub               | Dom | Wyjazd | Dwumecz |
| ----- | ------------------------- | ----------- | -------- | ------------------ | --- | ------ | ------- |
| 1995  | Puchar Zdobywców Pucharów | 1           | Reunion  | US Saint-Andréenne | 2–0 | 3–1    | 5–1     |
| 1995  | Puchar Zdobywców Pucharów | 2           | Zambia   | Kabwe Warriors     | 0–0 | 3–1    | 3–1     |
| 1995  | Puchar Zdobywców Pucharów | ćwierćfinał | Tanzania | Young Africans SC  | 2–1 | 2–1    | 4–2     |
| 1995  | Puchar Zdobywców Pucharów | półfinał    | Algieria | JS Kabylie         | 2–1 | 0–1    | 2–2     |

## Stadion
Domowe mecze klub rozgrywał na stadionie o nazwie Rufaro Stadium w Harare, który może pomieścić 35000 widzów.

## Reprezentanci kraju grający w klubie
Stan na listopad 2023.
| - Alois Bunjira - Ernest Chirambadare - Hubert Munjanja | - Liberty Masunda - George Mbwando - Dumisani Mpofu |